# Rose Oehmichen
Rose Oehmichen (* 19. April 1901 in Berlin als Rose Mönnig; † 28. Juli 1985 in Augsburg) war eine deutsche Schauspielerin und Mitgründerin der Augsburger Puppenkiste.

## Leben
Rose Oehmichen wurde am 19. April 1901 in Berlin geboren. Dort wuchs sie auf und studierte Schauspiel an der Max-Reinhardt-Schule. Am Theater in Neuss begegnete sie ihrem künftigen Ehemann. 1925 heiratete sie Walter Oehmichen und ging mit ihm nach Augsburg.
1943 gründete Walter Oehmichen zusammen mit seiner Frau Rose und den Töchtern Ulla und Hannelore sein erstes Marionettentheater, den Puppenschrein. Dort wurden Die drei Wünsche und Hänsel und Gretel gespielt. Beim Bombenangriff auf Augsburg im Jahr 1944 wurde der Puppenschrein mit dem Augsburger Stadttheater zerstört. Danach blieb Rose Oehmichen einige Zeit alleine, denn ihr Ehemann wurde eingezogen und die beiden Töchter wurden evakuiert. Die Briefe an Rose Oehmichen aus dieser Zeit existieren noch heute.

## Die Augsburger Puppenkiste und letzte Jahre
1948 gründete die Familie die Augsburger Puppenkiste. Vom ersten Tag an schneiderte Rose Oehmichen die Kostüme und kleidete die Puppen ein. Sie schnitzte ferner Marionetten mit großer Geschicklichkeit. Auch sprach sie viele Figuren selbst und hauchte ihnen damit ihre Seele ein. In Deutschland ist sie untrennbar mit der Figur der Frau Holle bekannt.
Rose Oehmichen arbeitete den Rest ihres Lebens als Kostümiererin in der Puppenkiste und leitete diese seit dem Tod ihres Mannes 1977. Sie starb am 28. Juli 1985 im Alter von 84 Jahren. Vor ihrem Tod sprach sie noch einmal für eine Neuinszenierung die Frau Holle. Diese Fassung wird heute noch in Augsburg gespielt und ging zum 50. Jubiläum des Theaters 1998 auf Tournee. Die letzte Ruhestätte von Rose und ihrem Ehemann Walter (B 12–20) befindet sich auf dem Friedhof von Stadtbergen im Landkreis Augsburg.

## Ehrungen
Im Berliner Bezirk Neukölln (Ortsteil Rudow) wurde eine Grundschule nach ihr benannt. Im Augsburger Reesepark (Stadtteil Kriegshaber), der auf den Konversionsflächen der ehemaligen Reese-Kaserne entsteht, wurde ein Weg nach ihr benannt.

## Gesprochene Rollen im Fernsehen (Auswahl)
- 1959: Zwerg Nase (Kräuterfee)
- 1959: Familie Löffelohr (Igel Frau Stachelpelz)
- 1959: Frau Holle (Frau Holle)
- 1961: Die Muminfamilie (Muminmutter)
- 1961–1962: Jim Knopf (Frau Waas)
- 1964: Kater Mikesch  (Schusters Großmutter)
- 1967: Wie das Eselchen das Christkind suchte (Maria)
- 1969: Urmel aus dem Eis (Urmelmutter)
- 1980: Die Opodeldoks (Omadeldok)
- 1981: Fünf auf dem Apfelstern (Grusinchen)